# Typhochrestus simoni
Typhochrestus simoni es una especie de araña araneomorfa del género Typhochrestus, familia Linyphiidae. Fue descrita científicamente por Lessert en 1907.
Se distribuye por España, Francia, Gran Bretaña, Bélgica, Alemania, Suiza e Italia. El cuerpo del macho mide aproximadamente 1,5 milímetros de longitud y el de la hembra 2 milímetros.